# Maladies virales de la pomme de terre

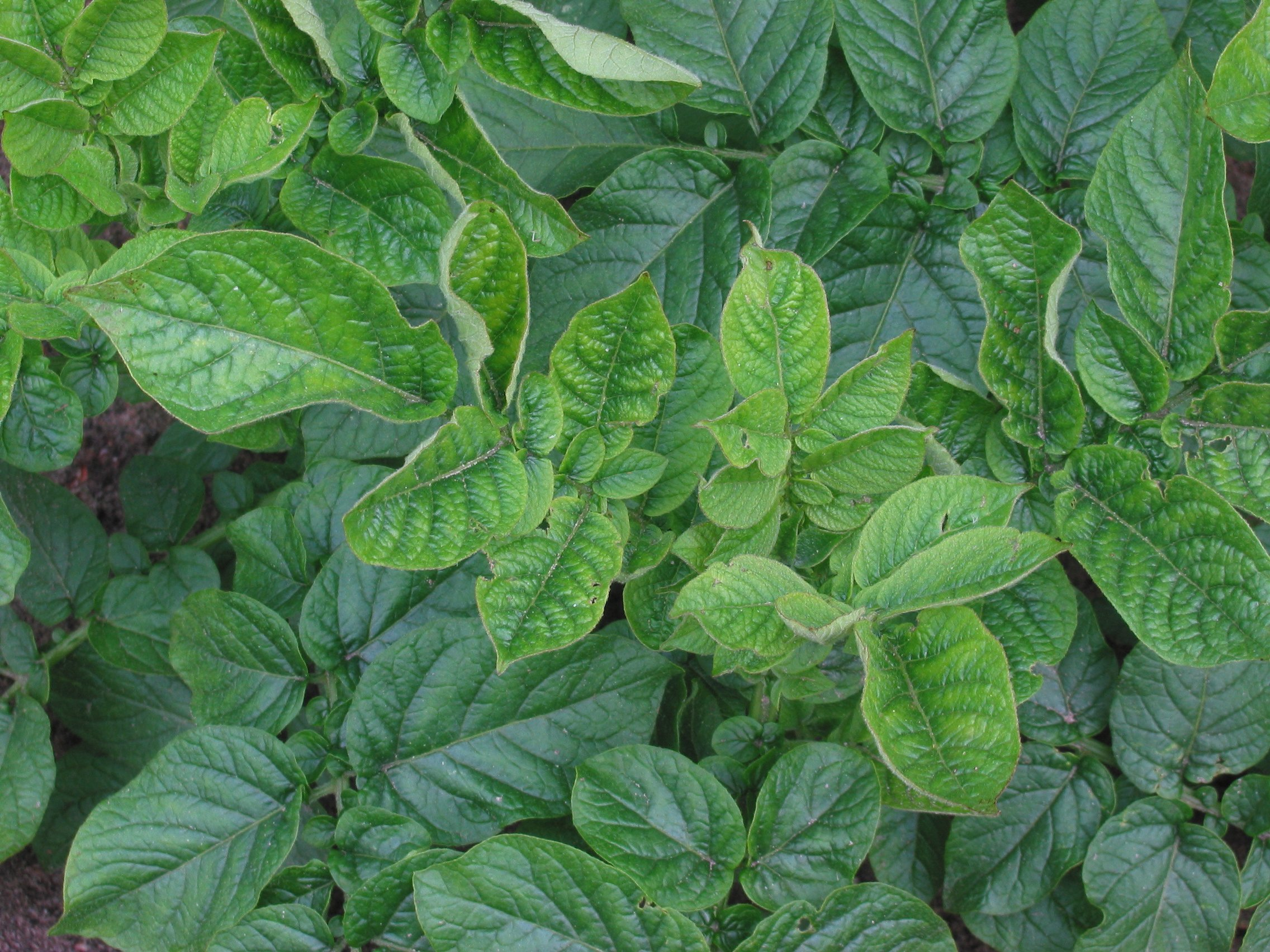
Aspect d'un plant de pomme de terre affecté par une virose.

Les maladies virales de la pomme de terre regroupent un ensemble de maladies causées par différents types de virus qui affectent les cultures de pommes de terre dans le monde et qui, bien qu'elles n'affectent pas la santé humaine ou animale, car il s'agit de virus infectant seulement les plantes (phytovirus), sont chaque année une source de grandes pertes économiques. On a signalé au moins 37 virus qui infectent naturellement les cultures de pomme de terre,.
Certains de ces virus ont une répartition cosmopolite et une grande importance économique au niveau mondial : il s'agit notamment des  virus A (PVA), S (PVS), X (PVX) et Y (PVY), du virus de l'enroulement (PLRV), de la fasciation ou mop-top (PMTV) et de la mosaïque aucuba (PAMV) . Certains autres ont une importance économique seulement dans certaines régions. C'est le cas du virus M dans certains pays asiatiques et européens. 
Un autre problème est celui de la co-infection des mêmes plantes par deux ou plusieurs virus. Ainsi, l'apparition conjointe des virus X et Y, ou de l'un ou de ces deux virus avec celui de l'enroulement, ou avec le virus A, produit des symptômes beaucoup plus graves qu'en cas d'infection séparée. L'ampleur des pertes économiques liées à un tel effet synergique est variable selon les types de virus en interaction, leurs souches respectives, leur interaction avec le cultivar de pomme de terre hôte, les vecteurs viraux concernés et les facteurs environnementaux,.  
Les maladies virales sont l'un des principaux facteurs limitants de la culture de la pomme de terre dans le monde, non seulement par les dommages directs qu'elles peuvent provoquer mais aussi parce que leurs effets se cumulent dans le temps. Du fait que la pomme de terre est propagée par voie végétative, les virus sont transmis de génération en génération par l'intermédiaire des tubercules, ou portions de tubercules, qui servent de plants. À chaque nouvelle génération, de nouveaux virus de la même espèce ou d'espèces différentes peuvent s'ajouter à ceux déjà existants, ce qui augmente la charge virale de ces plantes. Cette accumulation de virus est la principale cause de l'affection connue depuis longtemps, et bien avant qu'on ait isolé les premiers virus, sous le nom de « dégénérescence de la pomme de terre », dont les conséquences sont la diminution progressive de la vigueur et du rendement des cultures ainsi que l'aggravation des pertes de qualité dues à la diminution de la durée de conservation des tubercules après leur récolte.  
La plupart des maladies virales de la pomme de terre peuvent être diagnostiquées par l'apparition de symptômes caractéristiques tels que les motifs en mosaïque sur les feuilles, le retard de croissance des plantes et la déformation des feuilles et des tubercules. Cependant, ces symptômes ne se manifestent pas toujours en raison des interactions possibles entre les virus en cause, la variété de pomme de terre et l'environnement (entre autres la fertilité du sol, le climat et l'âge auquel la plante est infectée). Pour cette raison, on a de plus en plus recours à des techniques de détection sérologiques et moléculaires pour diagnostiquer et caractériser la virose qui affecte une culture avant de décider des moyens de lutte appropriés.

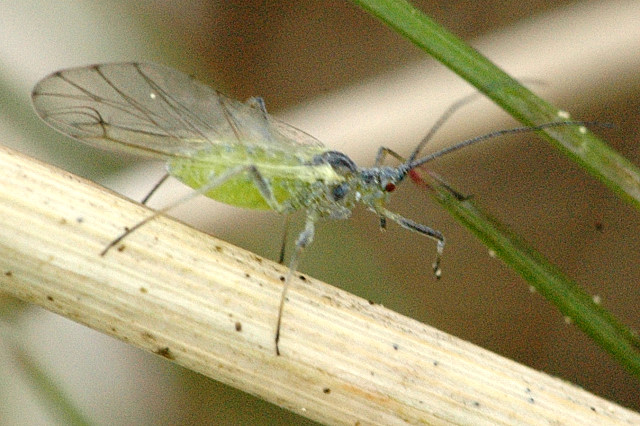
Le Myzus persicae, puceron vecteur de viroses de la pomme de terre.

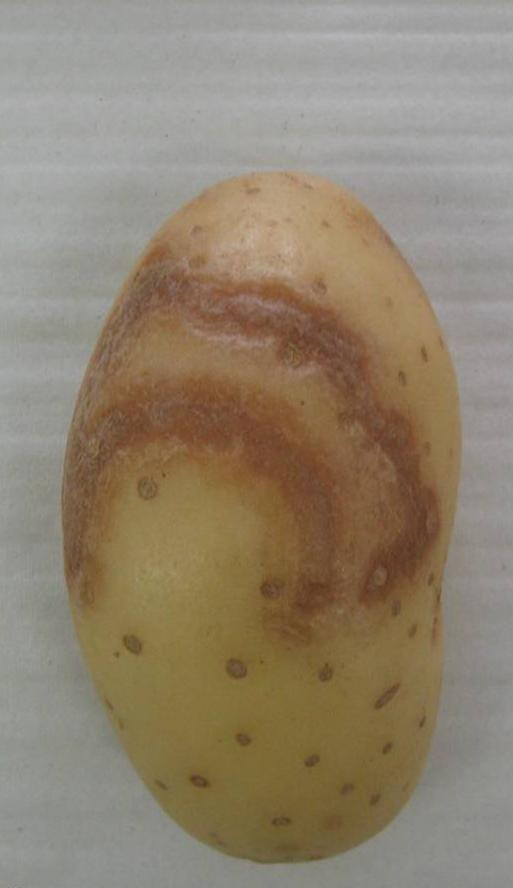
Anneaux nécrotiques sur un tubercule de pomme de terre (virus PVY).

## Principales maladies virales

### Virus de l'enroulement de la pomme de terre

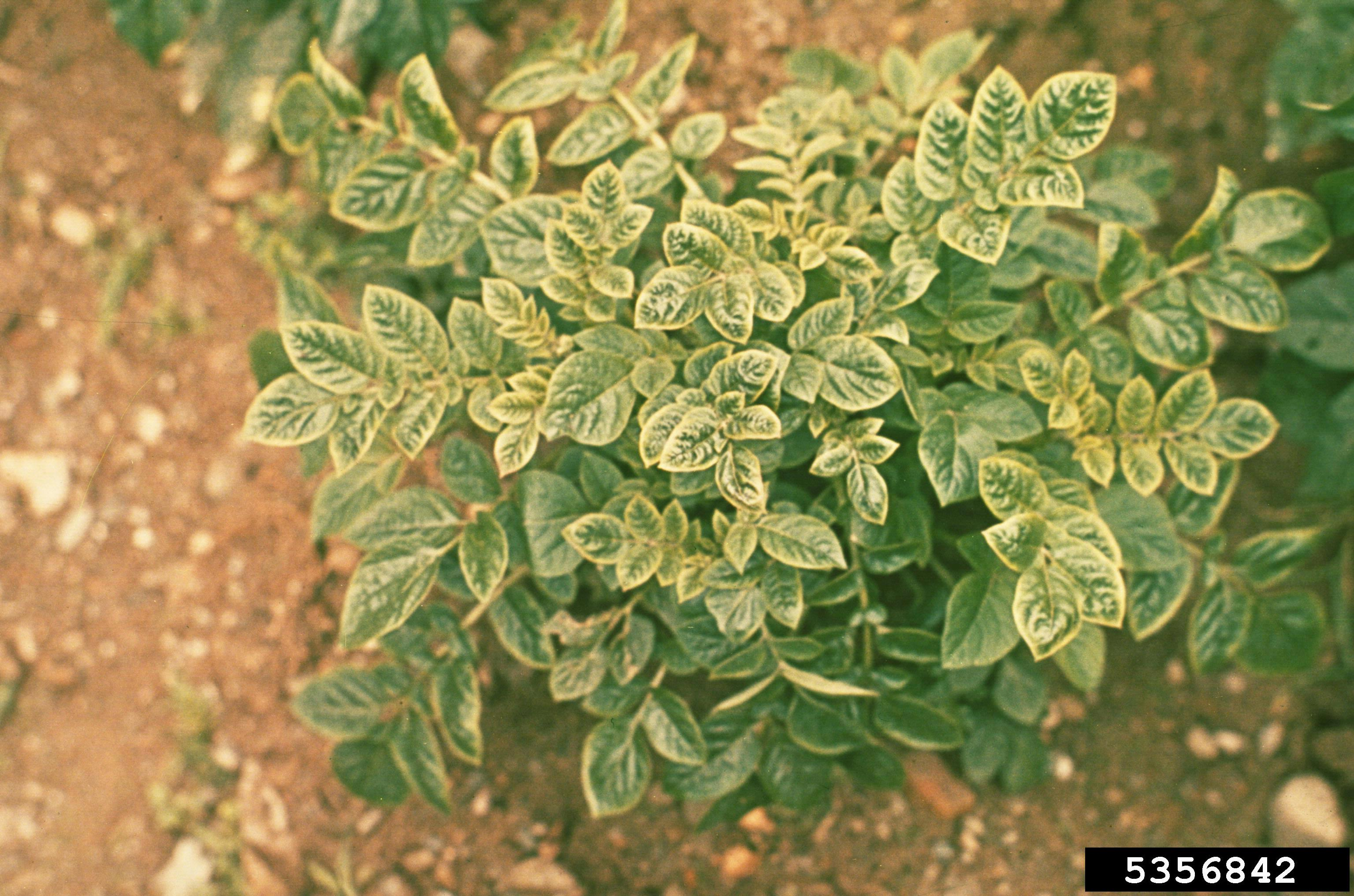
Symptômes du virus de l'enroulement sur feuillage de pomme de terre.

Le virus de l'enroulement de la pomme de terre, (PLRV, acronyme de l'anglais Potato Leafroll Virus), également connu sous le nom d'« enroulement foliaire », est un Luteovirus limité au phloème, qui est transmis par les pucerons, le puceron vert du pêcher (Myzus persicae) étant l'un des vecteurs les plus importants. Ce virus a besoin d'au moins 20 à 30 minutes pour être acquis lors d'une ingestion de sève par le vecteur, et de 24 à 48 heures pour être inoculé au cours d'une ingestion similaire, car il a besoin de se déplacer à l'intérieur du système digestif de l'insecte avant de passer par les glandes salivaires et la salive. 
Les symptômes du virus de l'enroulement de la pomme de terre comprennent un port dressé caractéristique et l'enroulement classique des limbes foliaires qui donne son nom au virus. En outre, on peut observer une chlorose (jaunissement), ou un rougissement des feuilles, et des taches nécrotiques le long des nervures foliaires dues à la mort des cellules du phloème. La consistance ou la texture des feuilles change aussi car elles deviennent plus coriaces. La réduction de la taille des plantes (symptôme appelé "nanisme") et la nécrose en réseau des tubercules, complètent le répertoire des symptômes des plants de pomme de terre affectés par le virus de l'enroulement.  
Du fait que l'acquisition, la transmission et la propagation du virus de l'enroulement nécessitent quelques jours, les applications d'insecticides pour éliminer les insectes vecteurs peuvent être efficaces comme moyen de lutte. L'utilisation comme semence de tubercules indemnes de virus est d'une importance fondamentale pour réussir une culture saine. Pendant la culture, l'élimination des plants présentant des symptômes peut aider à prévenir la dissémination du virus de l'enroulement. De même, une récolte précoce des tubercules peut aider à prévenir une infection tardive en fin de saison. Le virus ne se dissémine ni ne se transmet mécaniquement,.

### Mosaïques

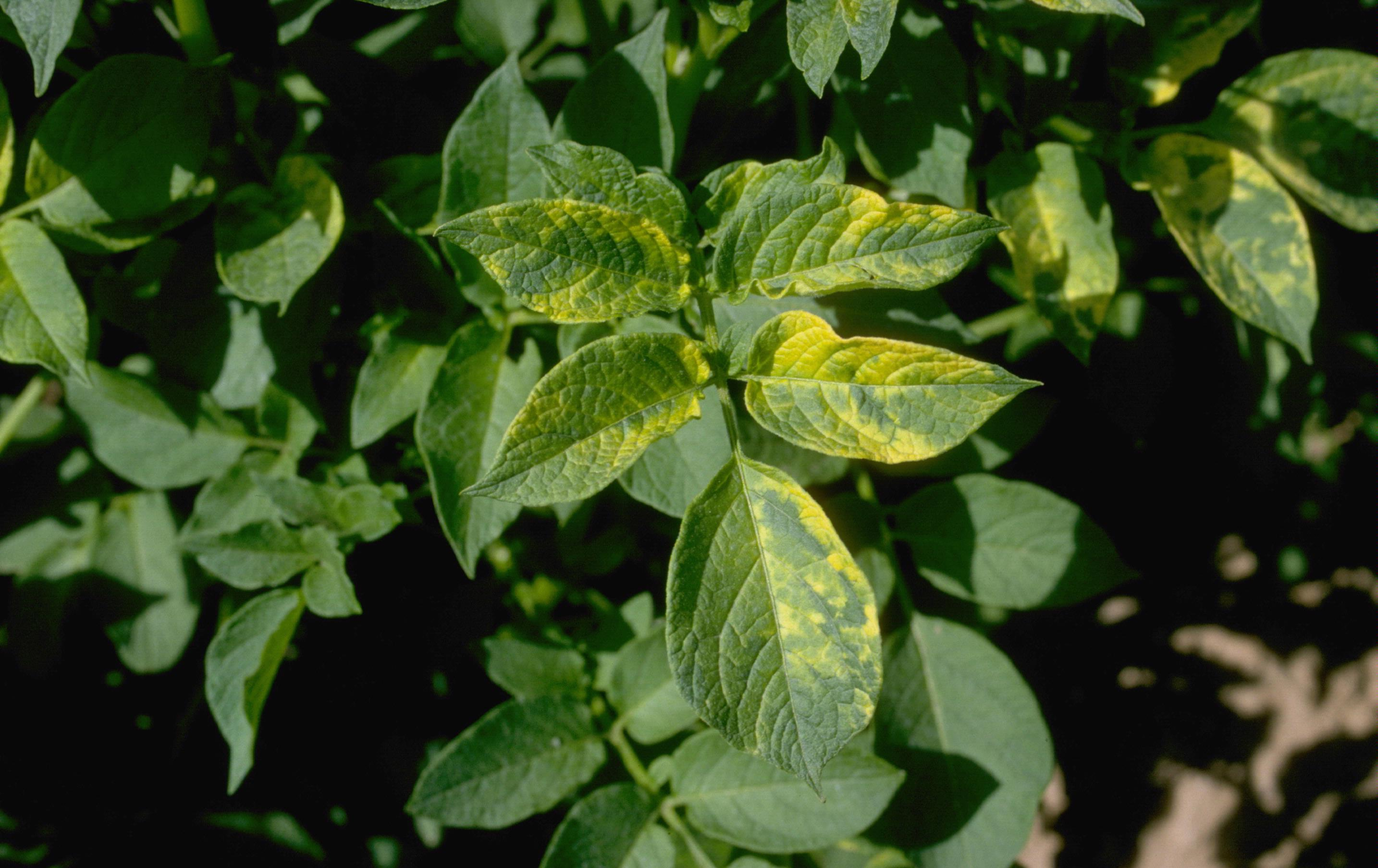
Symptômes de mosaïque de la luzerne sur des feuilles de pomme de terre.

En pathologie végétale, on appelle "mosaïque" un symptôme caractéristique de nombreux virus dans lequel les feuilles malades présentent des zones indéfinies de couleur vert foncé, alternant avec des zones de couleur plus claire, allant du vert clair au jaune. Les symptômes de mosaïque de la feuille de pomme de terre peuvent être causés par différents virus, individuellement ou en combinaison. Parmi eux figurent les virus X, S et M, ainsi que les virus Y et A de la pomme de terre.  
Selon la variante du virus et le cultivar de pomme de terre considérés, le virus X peut réduire le rendement des tubercules de plus de 10 %, ce qui en fait l'un des  plus importants virus de la pomme de terre, après celui de l'enroulement foliaire. Il se transmet par les tubercules infectés et par contact. Il n'est pas transmis par les pucerons. Le symptôme caractéristique du virus X est une  légère mosaïque des feuilles (c'est-à-dire que les variations de couleur des feuilles ne sont pas nettement marquées) et il est souvent latent (c'est-à-dire que la plante est infectée, mais ne présente aucun symptôme). Les souches les plus virulentes du virus X peuvent provoquer, en plus de la mosaïque, des symptômes plus graves tels que l'enroulement des feuilles et leur nécrose partielle. Par ailleurs, certaines variétés de pomme de terre sont hypersensibles à certaines souches du virus et réagissent à l'infection par une nécrose apicale, c'est-à-dire par la mort de l'apex de la plante.  
Le virus S est un virus largement distribué, provoquant en général des symptômes légers. Les cultures affectées par le virus S ne subissent pas de réduction significative des rendements. Il est transmis par les tubercules infectés, par contact et, pour certaines souches, également par les pucerons. L'infection par le virus S est habituellement latente, bien que certains cultivars montrent,  lorsqu'ils sont infectés par ce virus, une mosaïque légère ou des bandes de couleur atténuées dans les nervures. Les cultivars les plus sensibles au virus S réagissent par un bronzage sévère (les feuilles prennent une couleur rougeâtre), par des taches chlorotiques qui se nécrosent ensuite, et même par la chute des feuilles (symptôme de défoliation).  
Le virus M est moins commun que ceux mentionnés plus haut et ses effets sur le rendement sont peu connus. Il se perpétue par les tubercules infectés et se propage par contact et par les pucerons. Ce virus reste latent chez certaines variétés, mais chez les plus sensibles il occasionne une mosaïque plus ou moins grave et la déformation des feuilles. Dans certaines conditions environnementales, les symptômes peuvent être plus graves, puisque les plantes peuvent développer une nécrose des pétioles et des nervures des feuilles.  
Les virus X, S et M sont contrôlés par la sélection clonale au cours de la multiplication des tubercules de semence, c'est-à-dire par l'examen, l'arrachage et l'élimination des plants qui présentent en culture des symptômes de l'infection virale. Cette élimination est efficace seulement si le développement des symptômes est évident, son utilité est quasi nulle dans les cas où l'infection est latente. Il existe des variétés qui présentent une résistance génétique au virus X,.

### Virus de la marbrure et virus latent de la pomme de terre des Andes
Le virus de la marbrure de la pomme de terre des Andes (APMV) et le virus andin latent de la pomme de terre (APLV) sont deux maladies virales communes dans les zones productrices de pommes de terre des hauts plateaux andins du Pérou, de Bolivie et d'Argentine.
Ces deux maladies se transmettent par contact et par des insectes vecteurs. À la différence des viroses précédentes, dans ces deux cas les vecteurs ne sont pas des pucerons, mais des coléoptères. 
La première produit habituellement des marbrures (disposition irrégulière de zones sombres et plus claires sur les feuilles) plus ou moins marquées. Les variétés les plus sensibles à ce virus peuvent réagir à l'infection par une nécrose de l'apex, des déformations des feuilles, un nanisme ou retard de croissance.
La seconde est habituellement latente mais provoque souvent sur les feuilles de la chlorose, ou des mosaïques légères et de la rugosité. Le virus latent est transmis par de petits coléoptères du genre Epitrix, tandis que le virus de la marbrure est transmis par d'autres coléoptères du genre Diabrotica.
Ces deux virus se transmettent en outre par contact mécanique direct entre les plantes. Leur effet sur le rendement n'est pas connu, mais on suppose que celui du  virus de la marbrure devrait être plus grave chez les variétés sensibles. La méthode de lutte la plus efficace contre ces deux virus passe par la sélection clonale au cours de la propagation de tubercules-plants, et par l'arrachage et l'élimination des plants malades,.

### Virus de la fasciation de la pomme de terre
Le virus de la fasciation de la pomme de terre (PMTV), également connu sous le nom de virus Mop-Top, est commun dans les régions productrices au climat froid et humide, qui favorise la propagation du vecteur, le champignon Spongospora subterranea. Les pertes économiques dues à cette virose peuvent être très élevées, on a enregistré des baisses de rendement allant jusqu'à 25 %.
En outre, ces pertes peuvent s'accompagner des baisses de la qualité des tubercules, les rendant invendables. 
Les tubercules peuvent s'infecter après la plantation, par le sol où vit le champignon vecteur. 
Les symptômes primaires consistent en la formation à la surface du tubercule de taches annulaires marron ou nécrotiques. Elles s'étendent vers l'intérieur du tubercule sous forme d'arcs nécrotiques. Vers le centre de ces anneaux se produit généralement une pourriture causée par le champignon. 
Les symptômes des parties aériennes des plantes sont secondaires, consécutifs à l'infection souterraine et peuvent être de trois types.
Le rabougrissement des plants dû au raccourcissement des entrenœuds (d'où le nom de « sommet touffu » parfois donné à cette maladie), des taches de couleur jaune vif (appelés taches « aucuba »), surtout sur les feuilles inférieures, et des taches claires en forme de V  sur les feuilles supérieures. 
Parfois, seules certaines tiges d'un plant sont atteintes tandis que les autres restent saines et sans symptômes.
Après l'infection et l'apparition des symptômes sur la partie aérienne de la plante, des symptômes secondaires peuvent apparaître sur les tubercules, consistant en des déformations, des fissures profondes dans la chair, des fissures fines à la surface, et des taches annulaires de couleur marron à l'extrémité des stolons.
Le virus survit dans le sol à l'intérieur du champignon Spongospora et se dissémine par les spores du champignon.
La lutte contre cette maladie recourt à des traitements du sol à l'aide de fongicides, ce qui permet d'éradiquer le vecteur du virus et d'éviter l'infection d'une culture saine. L'élimination des plants malades est un moyen de lutte efficace pour les variétés très sensibles,.

### Feuille d'aucuba

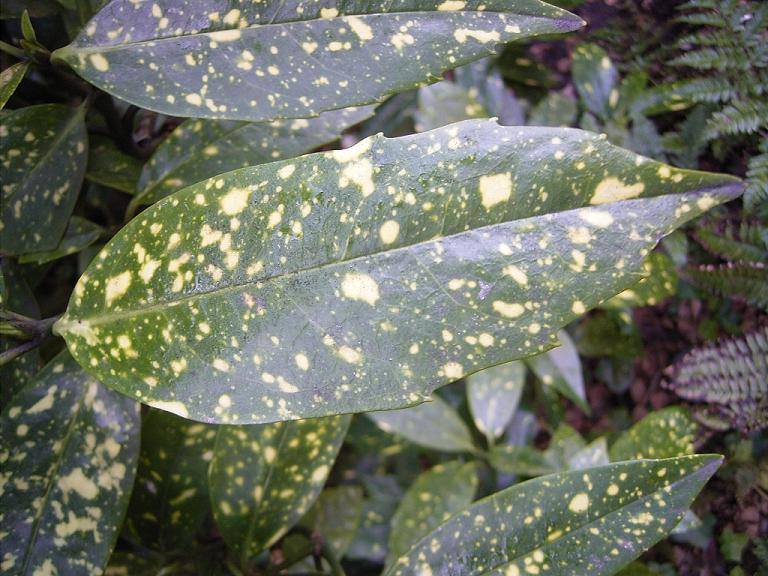
Feuille dAucuba japonica. Le type, la couleur et la répartition des taches jaunes de cette feuille décrivent parfaitement les symptômes de diverses viroses de la pomme de terre, d'où leur nom de "feuille d'aucuba".

Différents virus causent le même type de symptôme, appelé "feuille d'aucuba" sur les feuilles des plants de pomme de terre affectés. Ce symptôme consiste en la présence de taches jaune brillant, de taille variable, qui peuvent s'accompagner d'un jaunissement autour des nervures. Dans certains cas, les folioles  jaunissent totalement. Ce symptôme est appelé « feuille d'aucuba » ou simplement « aucuba » pour sa ressemblance avec le feuillage normal de l'espèce Aucuba japonica.  Les conséquences de ces viroses sont une diminution du rendement et, dans certains cas, elles peuvent affecter considérablement la qualité des tubercules par la présence de taches qui peuvent devenir nécrotiques.
Les virus qui causent habituellement ces symptômes chez la pomme de terre sont le virus de la mosaïque de la luzerne (AMV), le virus de la mosaïque aucuba de la pomme de terre (PAMV), le virus des taches en anneaux du tabac (TRSV), le virus de l'anneau noir de la pomme de terre (PBRSV) et le virus de l'anneau noir de la tomate (TBRV). L'importance de ces maladies, qui se produisent généralement dans des conditions de basse température, dépend du virus causal et de la variété de pomme de terre concernée.
La lutte consiste à éliminer les plants présentant des symptômes lors de la production de tubercules de semence et par l'application de produits chimiques pour tuer les vecteurs des virus qui diffèrent dans chaque cas. Ainsi, les vecteurs sont des pucerons dans le cas de l'AMV et du PAMV, et des nématodes dans le cas du TRSV et du TBRV,.

### Jaunisse des nervures de la pomme de terre
La jaunisse des nervures de la pomme de terre est une virose très fréquente dans certains pays sud-américains. L'agent causal est un virus, rattaché à titre provisoire au genre Crinivirus, qui est transmis par l'aleurode des serres (Trialeurodes vaporarium). Les symptômes apparaissent immédiatement après l'infection et consistent en un jaunissement brillant des nervures tertiaires des feuilles. Au fur et à mesure que la maladie progresse, les nervures secondaires et le limbe des feuilles jaunissent à leur tour, parfois sans affecter les nervures primaires qui restent vertes.
On n'a pas constaté que les plantes infectées présentent d'autres symptômes, tels que nanisme ou faiblesse. Toutefois, le rendement des plantes touchées peut être réduit de 50 %. 
L'application d'insecticides pour contrôler le vecteur n'est pas une méthode efficace et peut même augmenter l'incidence de la maladie car elle touche aussi les populations d'insectes prédateurs des aleurodes. La meilleure méthode de lutte est de réduire les sources d'infection, en éliminant les plants de pomme de terre infectés dans la culture et dans les environs, ainsi que les plantes apparentées du genre Solanum cultivées ou sauvages, telles la morelle noire (Solanum nigrum) ou la tomate (Solanum lycopersicum), qui peuvent servir de réservoir au virus. Il faut éviter la rotation haricots - pomme de terre,  car elle conduit à une augmentation des populations d'insectes vecteurs. L'emploi de plants provenant de régions exemptes de cette maladie contribue à prévenir sa diffusion,.

## Modes de transmission
| vecteur    | virus                                                                  |
| ---------- | ---------------------------------------------------------------------- |
| aleurode   | PMDV, PYMV, PYV, PYVV                                                  |
| cicadelle  | BCTV, PYDV                                                             |
| coléoptère | APLV, APMV                                                             |
| puceron    | AMV, CMV, EMDV, PAMV, PLRV, PotLV, PRDV, PVA, PVM, PVP, PVY, PYV, WPMV |
| thrips     | TSV, TSWV                                                              |
| champignon | PMTV, TEV, TNV                                                         |
| nématode   | AVB, PBRV, PVU, TRV, TRSV, TBRV                                        |
| inconnu    | PVT, PVX, SALCV, SMV, TMV, ToMV                                        |

Les maladies virales des pommes de terre peuvent se transmettre de deux manières :
- soit verticalement, d'une génération à la suivante par l'intermédiaire des tubercules utilisés comme semence lorsqu'ils sont déjà infectés, ou parfois par les graines ou par le pollen,

- soit horizontalement, entre plantes, le plus souvent par l'intermédiaire d'un vecteur, généralement un insecte.

En effet, les phytovirus ne peuvent pénétrer dans les plantes que par des brèches dans les parois cellulosiques qui protègent les cellules végétales, brèches causées par l'action d'organismes prédateurs ou par des actions mécaniques.

## Méthodes de lutte
La lutte contre les maladies virales de la pomme de terre est basée sur des méthodes préventives, telles que la production de plants sains (c'est-à-dire indemnes de virus) et la résistance ou la tolérance contrôlées génétiquement. Cependant, l'efficacité des deux méthodes dépend de l'existence de techniques sensibles de détection ou diagnostic. Celles-ci doivent être simples et peu coûteuses pour être appliquées systématiquement dans les grandes zones de culture. Les méthodes sérologiques telles que la méthode ELISA et les techniques d'hybridation des acides nucléiques ou de réaction en chaîne par polymérase (méthode PCR) offrent toutes ces caractéristiques et sont actuellement utilisées durant la sélection clonale pour la production de tubercules de semence.
La production de tubercules-plants sains est la méthode de lutte la plus appliquée dans la culture de pomme de terre. Grâce aux technologies actuelles de diagnostic et de micropropagation, il est possible de commencer un programme avec un matériau complètement sain obtenu par la culture de tissus et par sa multiplication ultérieure au travers des générations successives en évitant ou en réduisant la réinfection. 
La résistance génétique introduite chez certaines variétés permet aux agriculteurs de conserver les variétés cultivées indemnes ou avec une faible incidence du virus pendant un plus grand nombre de multiplications végétatives. Ce processus nécessite la recherche de gènes de résistance effective et leur incorporation dans les génotypes commercialement intéressants. On a réussi à utiliser des gènes de résistance extrême contre les virus X et Y par des méthodes de sélection traditionnelles. En outre on a réussi à identifier un gène de résistance à une souche de virus X dans une accession de Solanum sucrense. Le cas du virus de l'enroulement est plus complexe en raison de la nature polygénique de la tolérance. Toutefois, on a identifié des gènes de chacun des facteurs de tolérance dans la collection mondiale de matériel génétique de pomme de terre.

## Culturein vitroet production de plants indemnes de virus
La pomme de terre est l'une des cultures qui requiert le plus d'exigences technologiques pour la production de plants. Étant pérenne, elle est exposée à l'attaque de nombreux agents pathogènes tels que champignons, bactéries et virus sur une période de temps prolongée. De plus, contrairement aux autres grandes cultures, les pommes de terre sont reproduites par voie végétative en tant que clones, ce qui garantit une multiplication stable, inaltérable du génotype original. Toutefois, les tubercules qui sont prélevés sur des plants malades (en particulier dans le cas des virus) transmettent la maladie à la génération suivante. Pour éviter cela, le tubercule utilisé comme semence doit être produit dans des conditions strictes de contrôle des maladies, ce qui en augmente le coût et, par conséquent, limite sa disponibilité ou augmente les coûts de production des agriculteurs.
La micropropagation offre une solution économique au problème de la présence de pathogènes dans les plants de pomme de terre. Le matériau de départ est constitué de plants indemnes de tout virus. Sur ces plants on prélève des morceaux de tige avec un bourgeon que l'on cultive in vitro. Les bourgeons produisent de nouvelles pousses et de nouveaux bourgeons, ce qui peut lancer des cycles de culture successifs. Cette stratégie assure la multiplication exponentielle du nombre d'unités de propagation initiale. Une fois atteinte la quantité désirée, les plantules obtenues sont transférées en serre et repiquées en mottes de terreau. Un contrôle adéquat des conditions environnementales et le diagnostic par des techniques sophistiquées (ELISA ou PCR)) garantissent que ces végétaux sont exempts de virus. Chaque plant achève son cycle en produisant plusieurs petits tubercules qui sont cultivés en plein champ la saison suivante. 
Les premiers petits tubercules obtenus à partir des cultures in vitro sont appelés semences génétiques, plants de pré-base ou microtubercules,,,.  Les plants pré-base sont ensuite multipliés dans les champs des agriculteurs coopérateurs, pour l'obtention de plants enregistrés, qui sont ensuite à nouveau plantés afin de produire des plants certifiés conformes aux exigences réglementaires  par un service gouvernemental,,. À titre d'exemple, on peut consulter le règlement de l'Institut national des semences de l'Uruguay.

## Amélioration génétique de la résistance aux virus
Dans l'ensemble commun des gènes de la pomme de terre cultivée et de ses homologues sauvages se trouvent un certain nombre de gènes d'immunité, de résistance, d'hypersensibilité et de tolérance aux virus, dont l'utilisation effective pour l'amélioration génétique de la culture permet de développer de nouveaux cultivars aux niveaux accrus de résistance génétique à ces agents pathogènes ou à leurs vecteurs. Des exemples de tels mécanismes de résistance aux maladies virales et de leur base génétique sont exposés ci-après.  

### Immunité
On dit qu'un cultivar est immun contre un agent pathogène particulier lorsque, malgré l'existence de conditions environnementales prédisposantes, il n'y a pas d'infection. Normalement, cette immunité couvre tout ou partie des variantes du virus, et son efficacité n'est pas déterminée par la température ou par d'autres variables environnementales. Généralement, elle s'hérite comme un gène unique (monogénique) dominant. C'est le niveau de résistance le plus élevé et le plus stable qui puisse être atteint. Un exemple d'immunité est fourni par le gène Rxadg détecté à l'origine dans le clone CPC 1673 de la sous-espèce andigena, lequel est immun aux races Ro-1 et Ro-4 de Globodera rostochiensis. Le Centre international de la pomme de terre possède également plusieurs clones de la sous-espèce andigena avec immunité au virus X que l'on suppose régie par le même gène Rxadg. C'est le cas des clones V-2 (CIP 375395.1) et LT-8 (CIP 379706.27) et des variétés péruviennes Muru et Yana. En fait, la meilleure option pour améliorer la résistance au virus Y, par exemple, est l'utilisation de l'immunité. L'immunité au virus Y chez Solanum stoloniferum a été détectée en 1944 et on a établi par la suite qu'elle était gouvernée par un gène unique dominant, (RYSTO). Chez Solanum hougasii, le gène Ryhou contrôle également l'immunité au virus Y,.

### Hypersensibilité
On dit qu'un cultivar est « hypersensible » ou présente une réaction d'hypersensibilité, lorsque, après l'infection, le virus est restreint dans de petites zones, très localisées, qui se nécrosent immédiatement. Le virus, entouré de tissus morts, reste isolé et ne peut continuer à infecter les autres organes de la plante. Dans le pathosystème pomme de terre - virus, ce type de réaction ne s'observe que dans les cultures en serre, sous certaines conditions de température et d'humidité. En fait, dans les conditions de culture en plein champ, la réaction d'hypersensibilité est à peine perceptible et est facilement confondue avec la réaction d'immunité, et pour cette raison ce type de mécanisme est également connu comme « immunité au champ ». On a signalé plusieurs gènes qui régissent une hypersensibilité non spécifique, c'est-à-dire couvrant tout le spectre des variantes d'un virus déterminé après une inoculation mécanique. L'hypersenbilité à une variante particulière et définie d'un virus, en général, s'hérite par un seul gène dominant. Dans certains pathosystèmes le gène de l'hypersensibilité doit être accompagnés de gènes récessifs ou polygènes pour que la résistance soit effective.  
Un exemple de mécanisme d'hypersensibilité a été signalé pour le clone USDA 41956 et ses dérivés, lesquels présentent un gène dominant, appelé Rx, qui peut produire des lésions nécrotiques locales après l'infection par le virus X. Ce gène aurait son origine dans la variété chilienne Villaroel (appartenant à la sous-espèce tuberosum) d'où il a été transféré au clone USDA 41956.  

### Résistance relative
Un cultivar présente une « résistance relative » à une virose lorsque, bien que l'infection se produise, seul un faible pourcentage des plants présentent des symptômes de la maladie. Dans ces cas, la réduction du rendement dépend du pourcentage de plantes infectées et des effets de l'infection sur la physiologie de la plante. Un ou plusieurs mécanismes de résistance contre le virus peuvent être impliqués, par exemple, la résistance à l'infection, la résistance à la multiplication, la résistance à la dissémination du virus dans la plante. On inclut également dans la notion de résistance relative les mécanismes indirects de résistance au virus dus au fait que la plante présente une résistance à l'infection par le vecteur. Ces mécanismes indirects se dénomment antibiose et antixénose. L'antibiose désigne les mécanismes physiologiques de la plante qui affectent la biologie du vecteur, par exemple le taux de reproduction ou de survie, le développement et le mouvement. L'antixénose, en revanche, est la non-préférence ou le rejet par les vecteurs de certains hôtes, en raison de la présence de toxines ou de répulsifs volatils produits par ces plantes. La résistance relative est polygénique. Chacun des mécanismes physiologiques qui la composent peut être gouverné par un ou plusieurs gènes. La résistance relative est assez générale pour toutes les variantes de l'agent pathogène présentes dans une région donnée. Toutefois, elle est instable car son efficacité dépend de l'interaction avec divers facteurs environnementaux, notamment la température, le vecteur, la pression d'inoculation, et la présence d'autres agents pathogènes.  
Chez la pomme de terre, il existe plusieurs exemples de mécanismes de résistance relative. Ainsi, les espèces sauvages de pommes de terre, Solanum polyadenium, Solanum tarijense et Solanum berthaultii, présentent  des trichomes, ou poils glandulaires, sur les feuilles et tiges, lesquelles déchargent un exsudat lorsque les pucerons les agressent mécaniquement. En contact avec l'oxygène atmosphérique, cet exsudat de couleur claire et soluble dans l'eau, contenu dans les glandes, se change en une substance de couleur noire, insoluble, qui empêche tout mouvement du puceron jusqu'à ce qu'il soit complètement immobilisé. Les pucerons finissent par mourir, ce qui détermine la réduction de la taille de leur population et de leur dissémination. Ce mécanisme d'antibiose limite la propagation de tous les virus qui nécessitent des pucerons comme vecteurs. Chez les clones V-3 et B-71.240.2 et les variétés Bzura, Tomasa, Condemayta, Pentland et Serrana, tous résistants au virus de l'enroulement, on a observé une infection faible par le virus de l'enroulement, associée à un mécanisme d'antixénose qui réduit la colonisation par les insectes dans ces génotypes. La résistance relative des variétés actuelles de pommes de terre remonte, dans de nombreux cas, à des hybrides de Solanum demissum avec des clones de pomme de terre cultivée. On rencontre aussi la résistance au virus de l'enroulement chez d'autres espèces sauvages, tels que Solanum acaule.

### Tolérance
On dit qu'une variété est « tolérante » quand tous les plants peuvent être infectés et montrer exactement les mêmes symptômes que les génotypes sensibles, mais qu'ils ne subissent pas de réduction significative de rendement. Ce mécanisme, bien qu'il soit utile sous l'angle de la réduction des pertes économiques, n'est pas approprié, à moyen terme, pour lutter contre les maladies virales car les variétés tolérantes sont une importante source d'inoculation pour les autres variétés.

## Transgénèse et résistance aux viroses
Après l'obtention des premiers plants de tabac et de pétunia transgéniques en 1983, un grand nombre d'études ont été publiées détaillant le transfert de gènes étrangers à un nombre croissant d'espèces végétales. Le génie génétique permet d'incorporer dans les plantes de nouveaux caractères d'intérêt agricole, gènes qui peuvent provenir d'autres variétés de la même espèce, d'autres espèces ou d'organismes phylogénétiquement éloignés, tels que bactéries ou virus.  Au sens large, il existe deux manières de modifier les plantes par l'ingénierie génétique pour leur conférer une résistance à des virus : déclencher la résistance par l'expression de séquences génomiques dérivées du virus même que l'on veut combattre (résistance dérivée du pathogène) ou déclencher une résistance par l'expression de gènes non viraux qui ont une activité antivirale.  
En utilisant ces deux approches, plusieurs groupes de chercheurs ont réussi à créer des variétés de pommes de terre transgéniques qui présentent une résistance au virus. Par exemple, les plantes transgéniques pour la capside du virus X sont protégées contre l'inoculation par le virus ou par l'ARN viral.  
On a émis l'hypothèse que la protéine de la capside se lie à l'origine de l'assemblage situé à l'extrémité 5´ de l'ARN viral,  supprimant de cette manière la traduction de la réplicase virale. Il est également possible qu'elle inhibe le mouvement du virus X de cellule à cellule car la protéine de la capside est un cofacteur essentiel de la translocation systémique du virus. 
Les protéines antivirales de Phytolacca americana constituent l'un des principaux groupes de protéines utilisés comme inhibiteurs naturels de la réplication virale. Les protéines de Phytolacca americana inactivent les ribosomes (appartenant à la famille des RIP ou protéines inactivant les ribosomes), et leur application exogène protège les plantes contre les infections virales. On a démontré que l'expression de cette protéine chez les variétés de pomme de terre transgéniques les protégeait contre une diversité de virus, qu'ils aient été inoculés mécaniquement ou par des pucerons. L'étude de cette résistance a démontré que les protéines de Phytolacca americana inhibent une étape initiale de l'infection. Ces protéines sont potentiellement toxiques pour la plante-hôte. On a obtenu, par différents mécanismes, des variétés transgéniques de pomme de terre résistantes aux virus Y, X et au virus de l'enroulement, qui sont en phase d'évaluation et d'essai dans différents pays.